# Papa Bouba Diop
Pour les articles homonymes, voir Diop.
Papa Bouba Diop, né le 28 janvier 1978 à Rufisque au Sénégal et mort le 29 novembre 2020 à Lens en France, est un footballeur international sénégalais évoluant au poste de milieu. Il reste célèbre pour avoir marqué le but de la victoire du Sénégal (1-0) face à la France tenante du titre, lors du match d'ouverture de la Coupe du monde 2002.

## Biographie

### Ses débuts au Sénégal
Il a commencé le football à 5 ans, tout comme son frère Lamine. Aimant jouer dans les rues de Dakar, il progresse au poste de milieu de terrain en jouant au club de Ndeffann Saltigue à partir de 1994 avant de rejoindre l'équipe junior de l'ASC Diaraf l'année suivante.
En 1996, ses progrès au sein de l'équipe senior de l'ASC Diaraf sont remarqués et il est appelé en équipe du Sénégal junior. Ses performances lui permettent d'espérer poursuivre son rêve de départ en Europe. Il a alors des contacts avec club arabes et suisses.

### Son arrivée en Suisse
En 1999, son frère arrange son arrivée au club de Neuchâtel Xamax. Il doit malgré tout passer par le club de Vevey-Sports, en 1re ligue (D3), pour s’acclimater au football et à son nouveau pays. Dans son petit appartement, l'adaptation est difficile, mais il fait une bonne saison pleine (35 matchs). Il arrive alors en juin 2000 à Neuchâtel. Après avoir été placé en attaque, il est rapidement replacé milieu de terrain et devient rapidement l'un des titulaires indiscutables du club. Après quelques mois et 19 matchs de championnats, il est recruté par Grasshopper. Il trouve sa place dans l'effectif zurichois et devient Champion de Suisse 2001.
Il fait ses débuts lors du 3e tour préliminaire de Ligue des champions contre le FC Porto. Le début de saison est plutôt bon et il est repéré par le RC Lens, notamment grâce à son impressionnant match de 16e de finale de Coupe UEFA contre Leeds United (1-2 puis 2-2). Les deux clubs se mettent d'accord pour un transfert début janvier 2002 pour un prix de 3,6 millions d'euros.

### Transfert au RC Lens
Arrivé en janvier 2002 avec un contrat portant sur cinq ans et demi, il ne joue que cinq matchs en six mois, mais aide le club à être vice-champion de France 2002. Par la suite, Papa Bouba Diop deviendra un joueur régulier du RC Lens, ayant une très grosse frappe de balle, mais aussi grâce à son puissant physique très impressionnant lui permettant de prendre beaucoup de ballons dans le domaine aérien, autant dans le secteur de jeu défensif, qu'offensif en marquant des buts de la tête.
De plus, jouant en club avec des joueurs qu'il fréquente en sélection nationale du Sénégal (El-Hadji Diouf, Pape Sarr, Ferdinand Coly, etc.), Papa Bouba Diop réalise d'excellentes performances en Ligue 1, au point de se faire repérer par les clubs anglais, intéressés par son puissant physique taillé pour la Premier League.
Papa Bouba Diop fut un joueur très apprécié par de très nombreux supporteurs du RC Lens.

### Coupe du monde 2002
Au sein de l'équipe nationale sénégalaise, il a marqué le but victorieux contre la France lors du match d'ouverture de la Coupe du monde de 2002. Auteur de deux autres buts lors de cette coupe du monde où le Sénégal ne s'est arrêté qu'en quart de finale, il fait partie selon le journal Le Monde d'une liste de onze jeunes joueurs qui se sont révélés au cours de cette coupe du monde et qui doivent confirmer à l'avenir.
Il est le meilleur buteur sénégalais en phase finale de coupe du monde avec trois réalisations.
Il est aussi le premier joueur sénégalais a inscrire un but pour l’Équipe du Sénégal de football en Coupe du monde de football.

### L'Angleterre
Après s'être établi dans le championnat anglais en jouant pour Fulham (2004-2007), puis Portsmouth (2007-2010), en mai 2010, une offre du club grec de l'AEK Athènes lui est faite, avec un salaire net de 700 000 euros par an. Il la refuse tout d'abord, mais finalement il signe en juillet 2010 avec le club grec pour deux ans et un salaire de 800 000 euros par an.
Bouba Diop retrouve l'Angleterre fin août 2011 en s'engageant pour un an, avec option d'une année supplémentaire, à West Ham United,.
Le 9 octobre 2012, il signe en faveur de Birmingham City un contrat d'une durée d'un mois.

### Décès
Atteint de la maladie de Charcot, il meurt le 29 novembre 2020 à l'âge de 42 ans en France,.

## Palmarès

### En club
- Champion de Suisse en 2001 avec le Grasshopper Zurich
- Vainqueur de la Coupe d'Angleterre en 2008 avec Portsmouth
- Vainqueur de la Coupe de Grèce en 2011 avec l'AEK Athènes[15]
- Vice-champion de France en 2002 avec le RC Lens
- Finaliste de la Coupe d'Angleterre en 2010 avec Portsmouth

### EnÉquipe du Sénégal
- 62 sélections et 11 buts entre 2001 et 2008
- Participation à la Coupe d'Afrique des Nations en 2002 (Finaliste)

## Distinctions honorifiques
- 21e au Ballon d'or 2002

Le 4 décembre 2020, Macky Sall élève Papa Bouba Diop au rang de grand officier de l'ordre national du lion. Le Président sénégalais annonce également que son nom sera donné au musée qui sera construit au futur Stade olympique de Diamniadio.

## Liste des buts internationaux
| Liste des buts de Papa Bouba Diop en équipe du Sénégal de football | Liste des buts de Papa Bouba Diop en équipe du Sénégal de football | Liste des buts de Papa Bouba Diop en équipe du Sénégal de football | Liste des buts de Papa Bouba Diop en équipe du Sénégal de football | Liste des buts de Papa Bouba Diop en équipe du Sénégal de football | Liste des buts de Papa Bouba Diop en équipe du Sénégal de football | Liste des buts de Papa Bouba Diop en équipe du Sénégal de football |
| #                                                                  | Date                                                               | Lieu                                                               | Adversaire                                                         | Score                                                              | Résultat                                                           | Compétition                                                        |
| ------------------------------------------------------------------ | ------------------------------------------------------------------ | ------------------------------------------------------------------ | ------------------------------------------------------------------ | ------------------------------------------------------------------ | ------------------------------------------------------------------ | ------------------------------------------------------------------ |
| 1.                                                                 | 8 novembre 2001                                                    | Jeonju World Cup Stadium, Jeonju, Corée du Sud                     | Corée du Sud                                                       | 1–0                                                                | 1–0                                                                | Match amical                                                       |
| 2.                                                                 | 2 février 2002                                                     | Stade Modibo Kéïta, Bamako, Mali                                   | Nigeria                                                            | 1–0                                                                | 2–1                                                                | CAN 2002                                                           |
| 3.                                                                 | 27 mars 2002                                                       | Stade Léopold Sédar Senghor, Dakar, Sénégal                        | Bolivie                                                            | 1–0                                                                | 2–1                                                                | Match amical                                                       |
| 4.                                                                 | 31 mai 2002                                                        | Seoul World Cup Stadium, Séoul, Corée du Sud                       | France                                                             | 1–0                                                                | 1–0                                                                | Coupe du monde 2002                                                |
| 5.                                                                 | 11 juin 2002                                                       | Suwon World Cup Stadium, Suwon, Corée du Sud                       | Uruguay                                                            | 2–0                                                                | 3–3                                                                | Coupe du monde 2002                                                |
| 6.                                                                 | 11 juin 2002                                                       | Suwon World Cup Stadium, Suwon, Corée du Sud                       | Uruguay                                                            | 3–0                                                                | 3–3                                                                | Coupe du monde 2002                                                |
| 7.                                                                 | 10 septembre 2003                                                  | Denka Big Swan Stadium, Niigata, Japon                             | Japon                                                              | 1–0                                                                | 1–0                                                                | Match amical                                                       |
| 8.                                                                 | 30 janvier 2004                                                    | Stade du 15-Octobre, Bizerte, Tunisie                              | Kenya                                                              | 2–0                                                                | 3–0                                                                | CAN 2004                                                           |
| 9.                                                                 | 20 juin 2004                                                       | Stade de Kégué, Lomé, Togo                                         | Togo                                                               | 1–2                                                                | 1–3                                                                | qualifications Coupe du monde 2006                                 |
| 10.                                                                | 10 octobre 2004                                                    | Samuel Kanyon Doe Sports Complex, Monrovia, Liberia                | Liberia                                                            | 1–0                                                                | 3–0                                                                | qualifications Coupe du monde 2006                                 |
| 11.                                                                | 3 février 2006                                                     | Harras El Hodoud Stadium, Alexandrie, Égypte                       | Guinée                                                             | 1–1                                                                | 3–2                                                                | CAN 2006                                                           |